# Hermann Billing

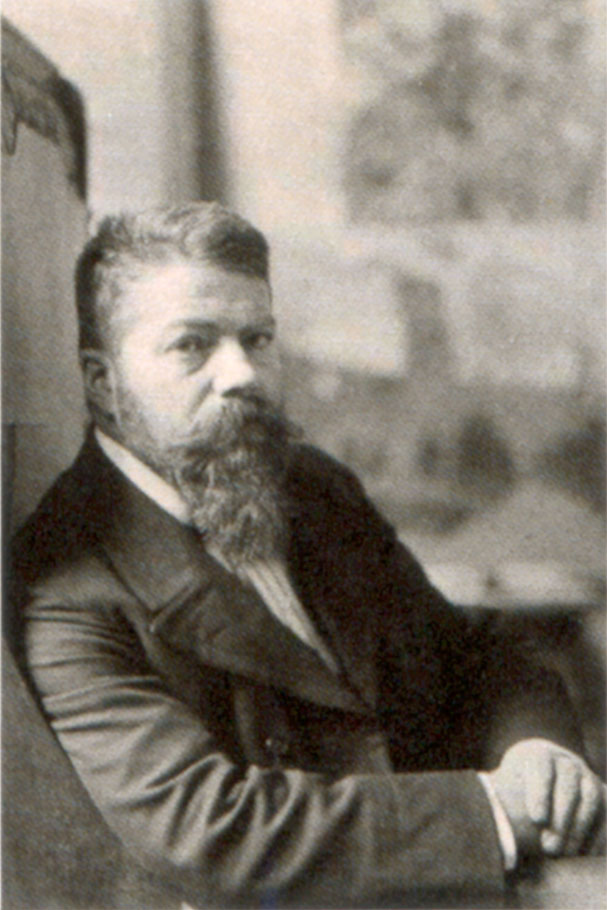
Hermann Billing (um 1909)

Hermann Billing (* 7. Februar 1867 in Karlsruhe; † 2. März 1946 ebenda) war ein deutscher Architekt, Designer und Hochschullehrer. Er gilt als bedeutender Vertreter des Jugendstils in Karlsruhe und Südwestdeutschland.

## Leben
Billing war der Sohn eines Karlsruher Bauunternehmers. Er besuchte das Gymnasium, machte aber nicht das Abitur. Die Kunstgewerbeschule und ein Architekturstudium brach er vorzeitig ab, er war u. a. Schüler von Otto Warth. Dank des Vermögens seiner Frau, die er während eines Architektur-Praktikums in Berlin ca. 1890 kennengelernt hatte, war er als Privatarchitekt in seiner Heimatstadt (ab 1892) finanziell einigermaßen abgesichert. Zu diesem Zeitpunkt bezog er, 25-jährig, mit seiner Frau eine Wohnung im Haus Friedenstraße 14. So konnte er es sich leisten, zunächst lediglich an Wettbewerbsentwürfen zu arbeiten – so avantgardistisch und kühn, dass er als „Moderner“ rasch überregional bekannt wurde. Ab Mitte der 1890er Jahre erhielt er größere Aufträge (Fassade des Melanchthonhauses in Bretten, Maschinenfabrik Lorenz in Ettlingen, Villen an der Jahnstraße, Hofapotheke). 1899 stellte er eine komplette Zimmereinrichtung auf der Deutschen Kunstausstellung in Dresden aus. Billing war sehr umtriebig und wechselte des Öfteren die Büropartner, von 1895 bis 1903 zog er bereits sechsmal umgezogen – fast jedes Jahr stand ein Umzug ins Haus. Ebenso verhielt es sich mit seinem Familienleben. Er war dreimal verheiratet und hatte insgesamt acht Kinder, ferner einen unehelichen Sohn (* 1905), was zu dieser Zeit skandalös war. Seine erste Frau ließ sich aus diesem Grund von ihm scheiden. Mit seiner dritten Frau wohnte er am Leopoldsplatz im Haus Leopoldstraße 7c. Billing liegt auf dem Hauptfriedhof Karlsruhe begraben.

Architekturphantasie, Radierung, frühes 20. Jh.

Ölskizze, frühes 20. Jh.

Billing sah sich als Universalkünstler. Er stand der Künstlerszene in Karlsruhe nahe und trat 1896 als einziger Architekt dem neu gegründeten Karlsruher Künstlerbund bei. Dieser hatte sich als Sezession gebildet und engagierte sich in besonderem Maße für den Bau der Kunsthalle in Baden-Baden, die dann auch von Billing entworfen wurde. Von ihm sind zahlreiche Gemälde, Zeichnungen und Radierungen erhalten. Im Mittelpunkt seines druckgrafischen Werks stehen Architekturphantasien. Billings künstlerisches Wirken blieb – hierin vergleichbar mit den belgischen Künstlern Victor Horta und Henry van de Velde – im Wesentlichen auf die Zeit des Jugendstils beschränkt.
Aufgrund der guten Auftragslage stellte Billing laufend neue Mitarbeiter ein und unterhielt Zweigbüros in anderen Städten. Das „Gesamtkunstwerk“ Baischstraße machte ihn deutschlandweit bekannt. Bei der Kunsthalle Mannheim vertrat er, wie schon in Baden-Baden, einen wuchtigen, lapidaren Jugendstil, der bereits zum Neoklassizismus überleitete. Billing war jedoch nicht nur Architekt, sondern auch Designer, Hochschullehrer, Gutachter und Preisrichter in unzähligen Architekturwettbewerben bis hin nach Russland und Finnland.
Zu Studienzeiten war Billing Mitglied der Akademischen Verbindung Cheruskia, die später zum Corps wurde und schließlich im Zusammenschluss des Corps Friso-Cheruskia aufging. Jährlich wird der Hermann-Billing-Preis vom Corps Friso-Cheruskia für herausragende Diplomarbeiten oder Dissertationen an der Karlsruher Institut für Technologie vergeben. Von 1903 bis 1937 war Hermann Billing Professor an der Technischen Hochschule Karlsruhe und an der Kunstakademie Karlsruhe. In den Jahren ab 1920 beschränkte er sich weitgehend auf seine Tätigkeit als Professor an der Akademie (bis 1923) bzw. an der Technischen Hochschule (bis 1937). Sein Werkarchiv liegt teilweise im Architekturmuseum der Technischen Universität München und im Südwestdeutschen Archiv für Architektur und Ingenieurbau.

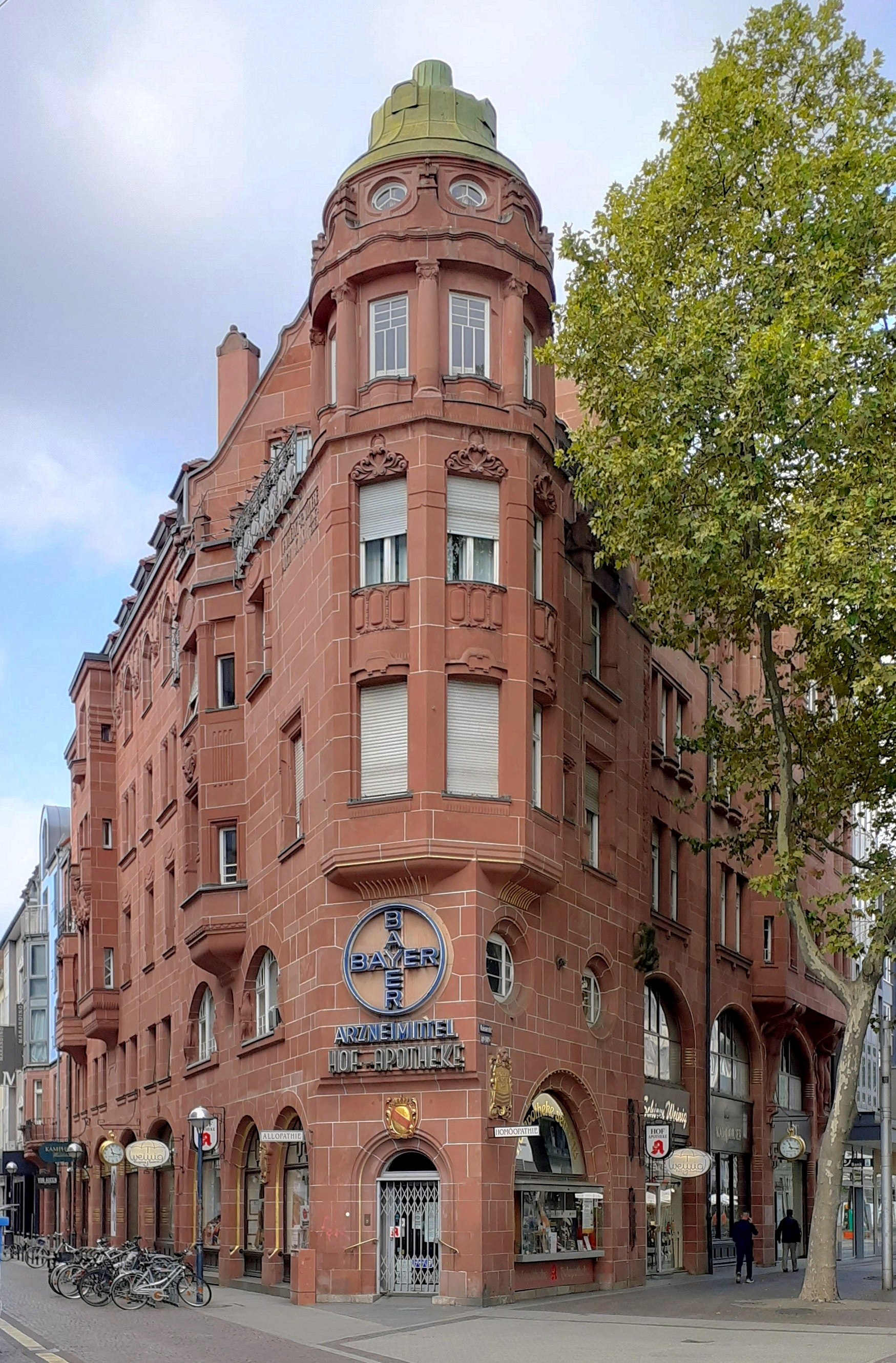
Hof-Apotheke

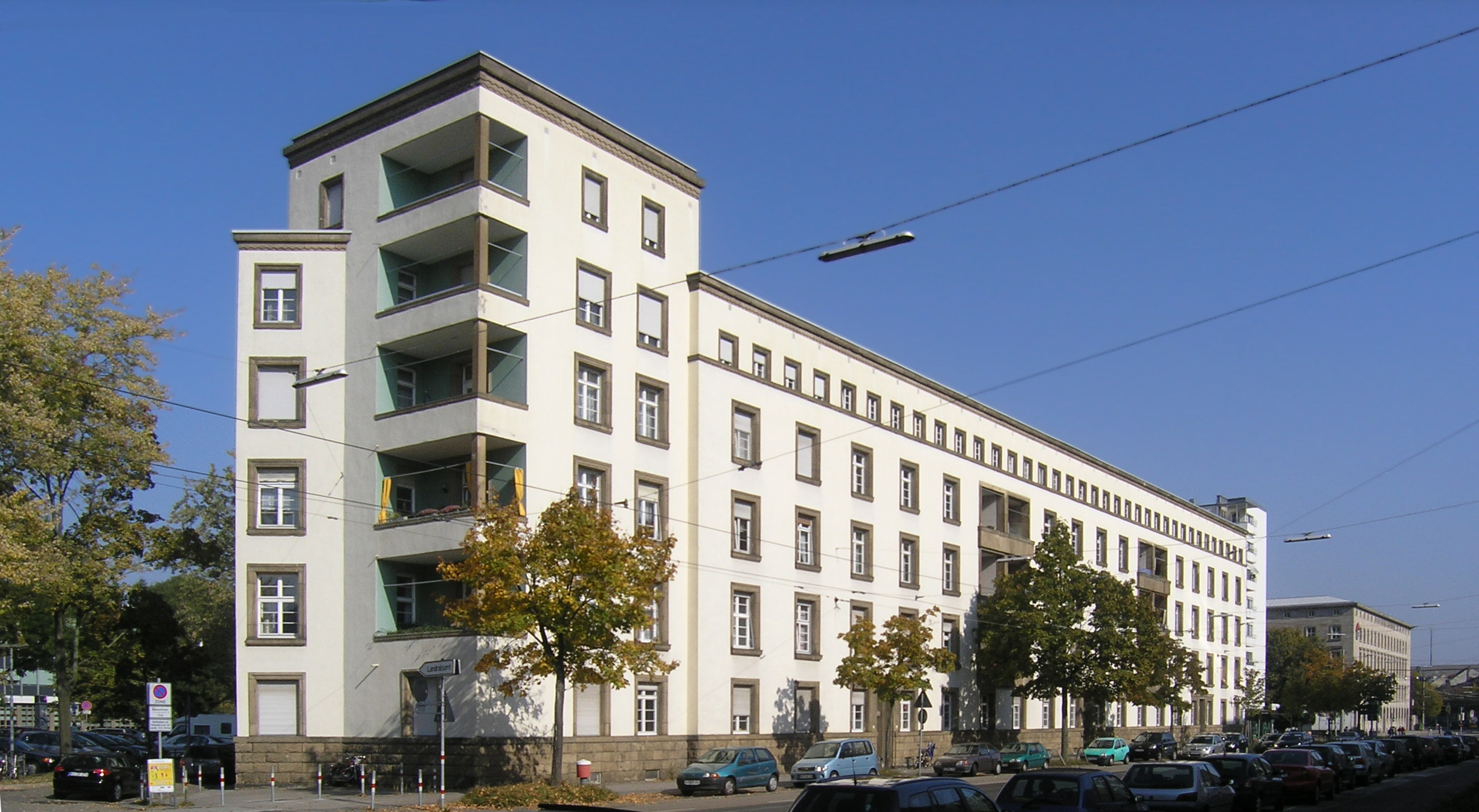
Wohnblock Hermann-Billing-Straße, im Hintergrund die Oberpostdirektion

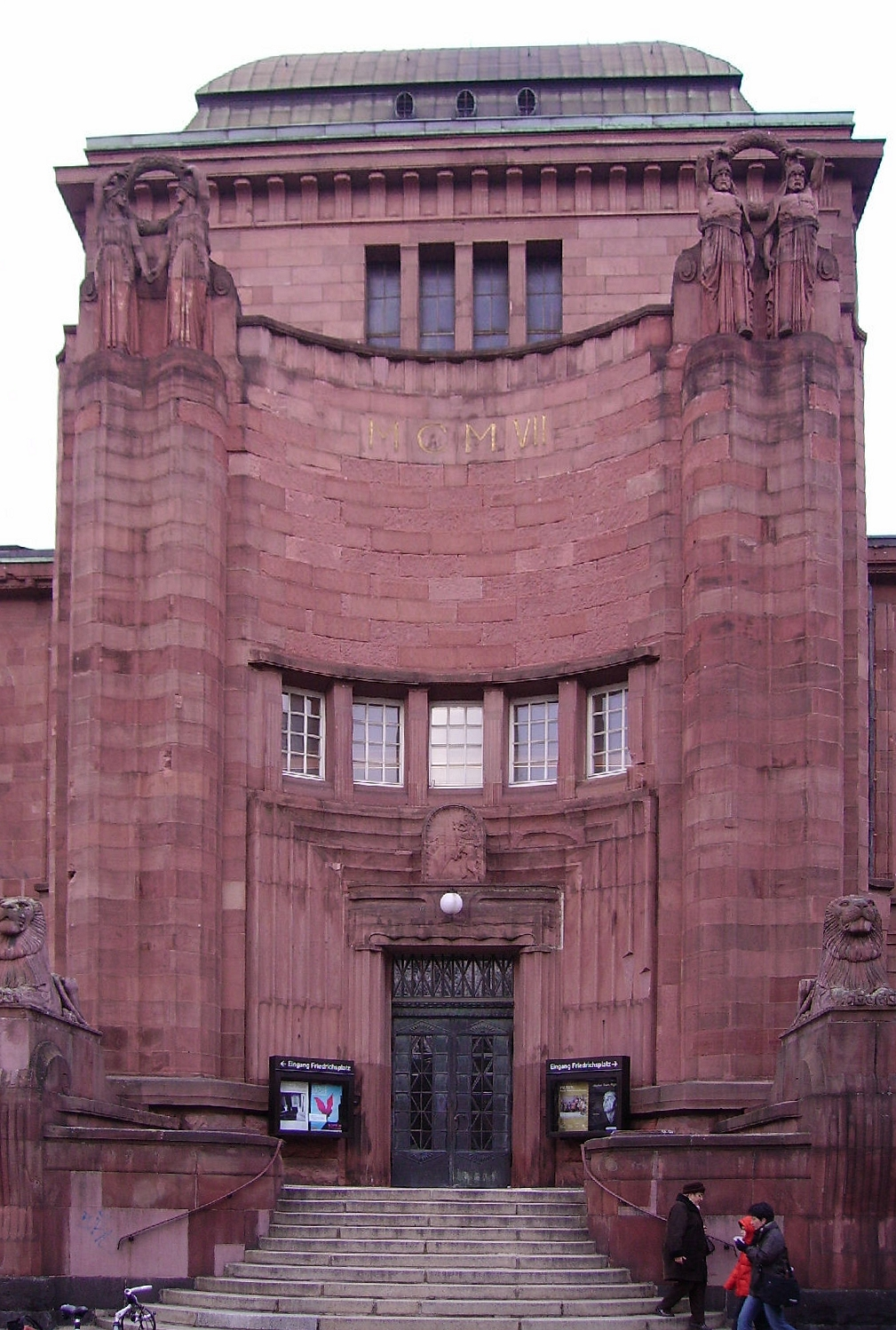
Kunsthalle in Mannheim

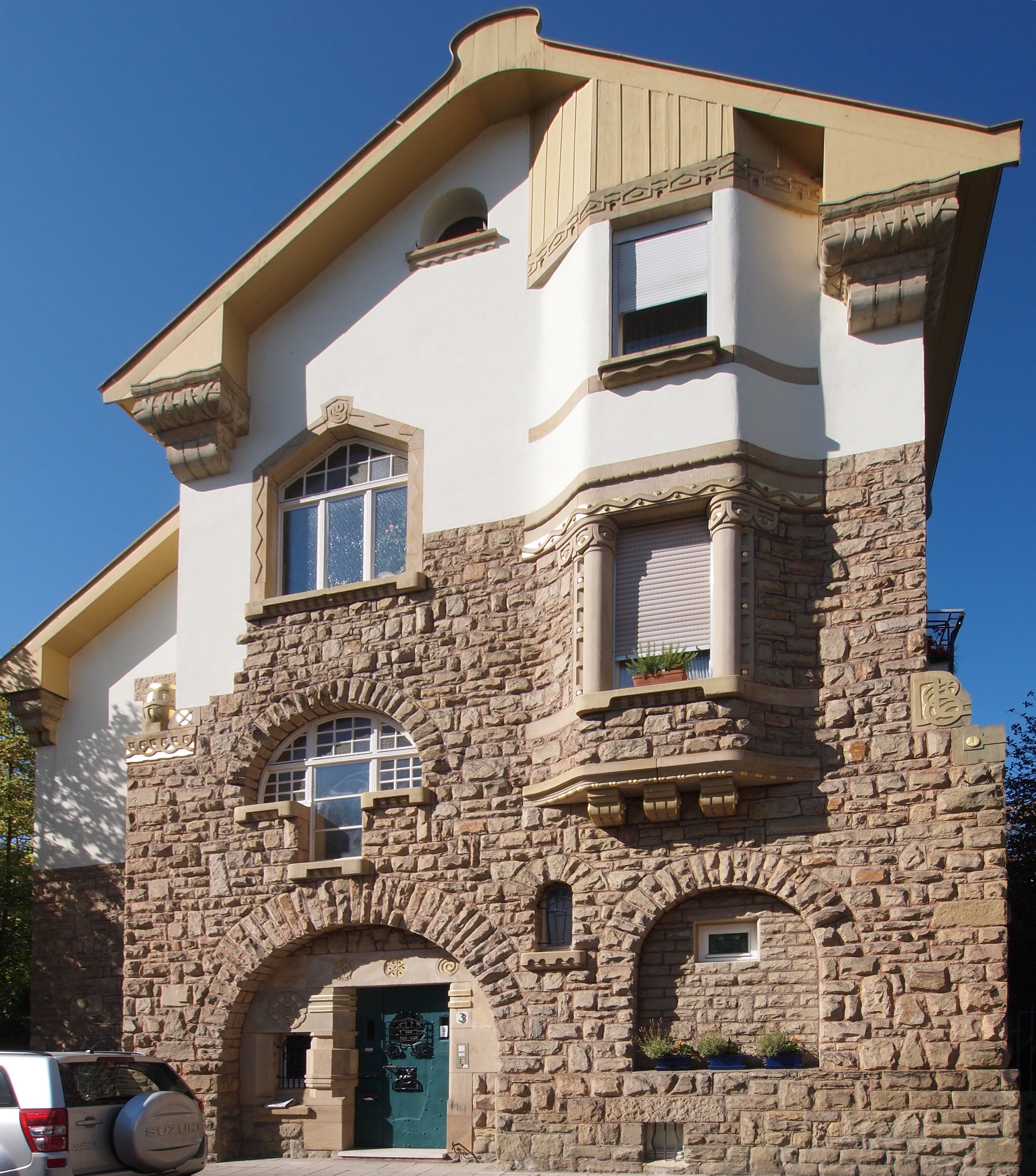
Haus Baischstraße 3 in Karlsruhe

## Bauten und Entwürfe (Auswahl)

### Karlsruhe
- 1898–1899: Wohnhäuser Rankestraße 8 und 10
- 1899–1900: Friedenskirche, Südweststadt, Karlstraße 49b (nicht erhalten)
- 1901: Hof-Apotheke
- 1900–1903: Wohnbebauung Baischstraße mit Torhaus
- 1903: Haus Baumeister[2]
- 1904–1905: Brunnen auf dem Stephanplatz
- 1905: Büro- und Atelierhaus Leopoldstraße 7c
- 1927: Feuerwache in der Südweststadt
- 1928: Wohnbebauung Hermann-Billing-Straße / Beiertheimer Allee
- 1935–1939: Verwaltungsgebäude der Oberpostdirektion Karlsruhe

### Andere Standorte
- 1890–1892: Domaine d’Hellocourt in Lothringen
- 1894–1896: Große Weserbrücke in Bremen (nicht erhalten)
- 1897–1900: Fassade des Melanchthonhauses in Bretten
- 1905–1906: Geschäftshaus der Freiburger Zeitung in Freiburg im Breisgau[3][4]
- 1904–1907: Brückentürme der Rheinbrücke Ruhrort / Homberg in Duisburg
- 1905–1907: Kunsthalle Mannheim
- 1906–1907: Wohnhaus für Richard Weber in Gernsbach, Scheffelstraße 1
- 1907–1911: Kieler Rathaus
- 1907–1911: Kollegiengebäude I der Albert-Ludwigs-Universität Freiburg (verändert)
- 1908–1909: Kunsthalle Baden-Baden
- 1909–1910: Hotel Bad Schachen bei Lindau (gemeinsam mit Wilhelm Vittali)
- 1909–1910: Korpshaus des Corps Suevia Freiburg
- 1909–1911: Schlossbrücke in Mülheim an der Ruhr (durch Neubau ersetzt)
- 1910: Wettbewerbsentwurf für ein Bismarck-Nationaldenkmal auf der Elisenhöhe bei Bingerbrück (gemeinsam mit dem Maler Hans Adolf Bühler; nicht prämiert)[5]
- 1910–1911: Umbau und Erweiterung des Verwaltungsgebäudes der Zuckerfabrik Frankenthal AG (heute Musikschule) in Frankenthal (Pfalz)
- 1926–1929: Krankenhaus in Singen (Hohentwiel)